# Aparato genital
El aparato genital o aparato reproductor es el conjunto de órganos cuyo funcionamiento está relacionado con la reproducción sexual, con la sexualidad, con la síntesis de las hormonas sexuales y con la micción en mamíferos. Muchas sustancias como fluidos y feromonas también son accesorios importantes para el sistema reproductor. Los aparatos reproductor y urinario comparten en general el mismo origen embriológico, y se mantienen vinculados durante toda la vida del organismo.

## Terminología
El uso de los términos aparato reproductivo, órgano genital, órgano reproductivo, órgano reproductor y órgano sexual es incorrecto, ya que se trata no solo de un órgano, sino de un conjunto de ellos, y «reproductivo» no es un sinónimo de «reproductor».[cita requerida]

## Animales
En los mamíferos, los principales órganos del aparato reproductor incluyen los genitales externos (pene y vulva), así como una serie de órganos internos, incluidas las gónadas productoras de gametos (testículos y ovarios). Las enfermedades del aparato genital humano son muy comunes y están muy extendidas, en particular las infecciones de transmisión sexual contagiosas.
La mayoría de los demás vertebrados tienen, en general, aparatos reproductores similares que consisten en gónadas, conductos y aberturas. Sin embargo, hay una gran diversidad de adaptaciones físicas así como de estrategias reproductivas en cada grupo de vertebrados.

### Vertebrados
Los vertebrados comparten elementos clave de sus aparatos genitales. Todos tienen órganos productores de gametos conocidos como gónadas. En las hembras, estas gónadas están conectadas por oviductos a una abertura en el exterior del cuerpo.

#### Ser humano
La reproducción humana natural implica la fecundación interna por medio del coito durante las relaciones sexuales. Durante este proceso, el varón inserta su pene erecto en la vagina de la mujer y eyacula semen, que contiene espermatozoides. El esperma entonces viaja a través de la vagina y el cuello del útero hacia el útero o las trompas de Falopio para la fertilización del óvulo. Una vez que la fertilización y la implantación son exitosas, la gestación del feto se produce dentro del útero de la hembra durante aproximadamente nueve meses. Este proceso se conoce como embarazo en los humanos. La gestación termina con el nacimiento en el parto. El parto consiste en la contracción de los músculos del útero, la dilatación del cuello del útero y la salida del feto por la vagina. Los bebés y niños de los humanos están casi indefensos y requieren altos niveles de cuidado parental durante muchos años. Un tipo importante de cuidado parental es el uso de las glándulas mamarias de los pechos femeninos para amamantar al bebé.
El aparato genital femenino tiene dos funciones: la primera es producir óvulos, y la segunda es proteger y nutrir a la descendencia hasta el nacimiento. El aparato reproductor masculino produce y deposita esperma, además de producir hormonas sexuales. Los humanos tienen un alto nivel de diferenciación sexual. Además de las diferencias en casi todos los órganos reproductivos, numerosas diferencias ocurren típicamente en las características sexuales secundarias.

##### Aparato genital femenino
El aparato genital femenino humano está compuesto por una serie de órganos situados principalmente dentro del cuerpo y alrededor de la región pélvica de la mujer que contribuyen al proceso reproductivo. Este conjunto contiene tres partes principales: la vulva, que conduce a la vagina, la abertura vaginal, al útero; el útero, que contiene el feto en desarrollo; y los ovarios, que producen los óvulos de la mujer. Los senos están involucrados durante la etapa de reproducción, pero en la mayoría de las clasificaciones no se consideran parte del aparato genital femenino.
La vagina se une al exterior en la vulva, que también incluye los labios, el clítoris y la uretra; durante el coito esta zona se lubrica con la mucosidad secretada por las glándulas de Bartolino. La vagina se une al útero a través del cuello del útero, mientras que el útero se une a los ovarios a través de las trompas de Falopio. Cada ovario contiene cientos de óvulos.
Aproximadamente cada 28 días, la glándula pituitaria libera una hormona que estimula a algunos de los óvulos a desarrollarse y crecer. Un óvulo es liberado y pasa a través de la trompa de Falopio hacia el útero. Las hormonas producidas por los ovarios preparan el útero para recibir el óvulo. El óvulo espera al esperma para que ocurra la fertilización. Cuando esto no ocurre, es decir, no hay espermatozoides para la fertilización, el revestimiento del útero, llamado endometrio, y los óvulos no fertilizados se desprenden cada ciclo a través del proceso de la menstruación. Si el óvulo es fecundado por un espermatozoide, se adhiere al endometrio y el feto se desarrolla.

##### Aparato genital masculino
El aparato genital masculino es una serie de órganos situados fuera del cuerpo y alrededor de la región pélvica de un varón que contribuyen al proceso de reproducción. La principal función directa de los genitales masculinos es proporcionar el esperma masculino para la fertilización del óvulo.
Los principales órganos reproductivos del varón pueden agruparse en tres categorías. La primera categoría es la producción y almacenamiento de esperma. La producción tiene lugar en los testículos que se alojan en el escroto que regula la temperatura, los espermatozoides inmaduros viajan luego al epidídimo para su desarrollo y almacenamiento. La segunda categoría son las glándulas productoras de líquido eyaculatorio, que incluyen las vesículas seminales, la próstata y los conductos deferentes. La última categoría son las que se utilizan para la cópula y el depósito de los espermatozoides (espermatozoides) dentro del varón, estos incluyen el pene, la uretra, el conducto deferente y la glándula de Cowper.
Las principales características sexuales secundarias incluyen: mayor estatura, voz más grave, vello facial y corporal, hombros anchos y desarrollo de la nuez de Adán. Una importante hormona sexual de los varones es el andrógeno, y en particular la testosterona, que es producida por los testículos. Esta hormona controla el desarrollo de los espermatozoides. También es responsable del desarrollo de características físicas en varones tales como el vello facial y la voz profunda.
El aparato genital masculino humano incluye los siguientes órganos:
En los genitales internos
| - Testículos - Epidídimo - Conducto deferente - Vesículas seminales | - Conducto eyaculatorio - Próstata - Uretra - Glándulas bulbouretrales |

En los genitales externos
- Escroto
- Pene

Algunos órganos del aparato genital masculino están relacionados con la producción y emisión tanto de semen como de orina. Los testículos producen diariamente millones de espermatozoides. Estos maduran en los conductos seminíferos del epidídimo, un ovillo de diminutos túbulos estrechos de 5 mm de largo.

#### Otros mamíferos

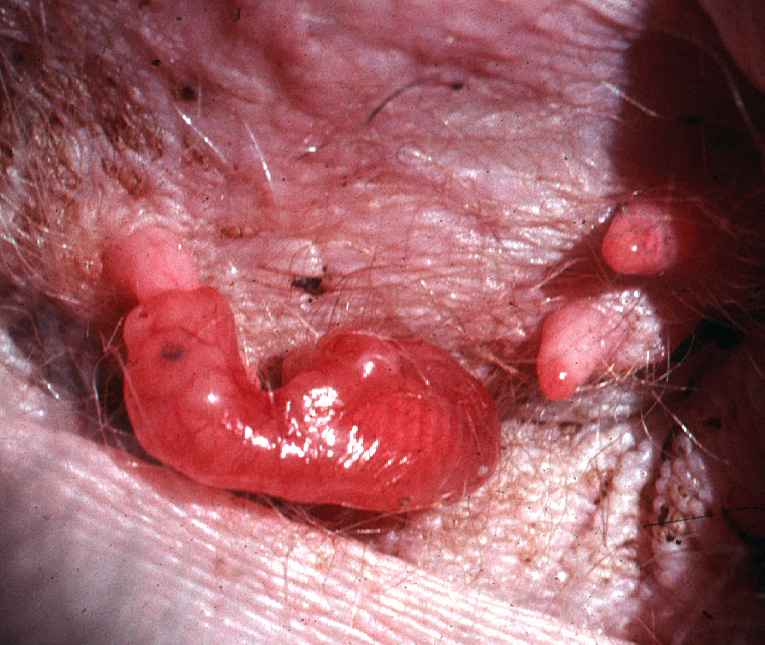
Un recién nacido mama de una teta que se encuentra dentro de la bolsa marsupial

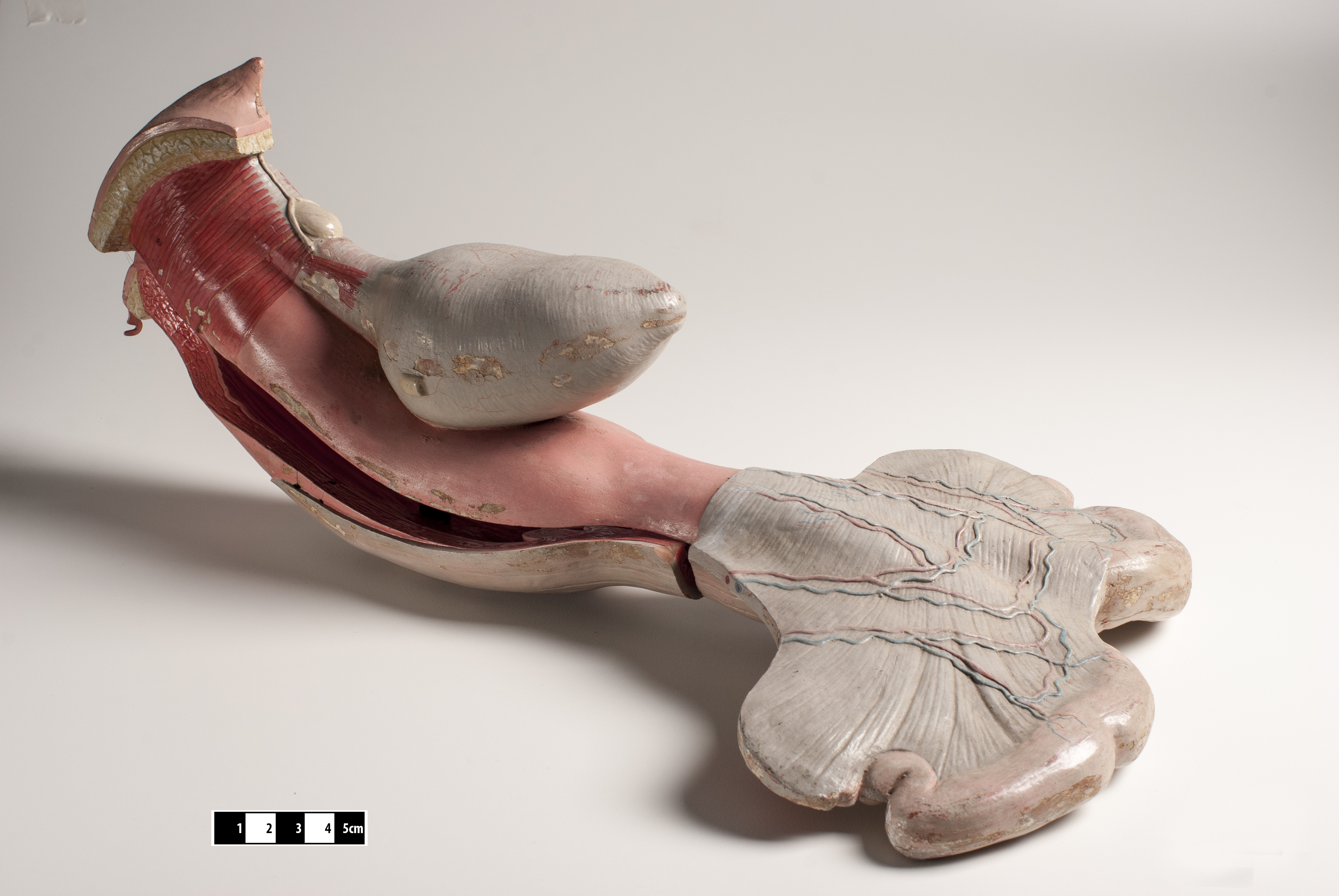
Modelo didáctico del aparato urogenital de un mamífero.

La mayoría de los aparatos genitales de los mamíferos son similares, sin embargo, hay algunas diferencias notables entre los mamíferos no humanos y los humanos. Por ejemplo, la mayoría de los mamíferos machos tienen un pene que se almacena internamente hasta la erección, y la mayoría tienen un hueso peneano o un baculum. Además, los machos de la mayoría de las especies no permanecen continuamente fértiles sexualmente como los humanos. Como los humanos, la mayoría de los grupos de mamíferos tienen testículos descendentes que se encuentran dentro del escroto, sin embargo, otros tienen testículos descendentes que descansan en la pared ventral del cuerpo, y unos pocos grupos de mamíferos, como los elefantes, tienen testículos no descendentes que se encuentran en las profundidades de sus cavidades corporales cerca de sus riñones.
El útero y la vagina son exclusivos de los mamíferos, sin homólogo en aves, reptiles, anfibios o peces. En lugar del útero, los otros grupos de vertebrados tienen un oviducto sin modificar que conduce directamente a una cloaca, que es un orificio de salida compartido para los gametos, la orina y las heces.
En los caninos domésticos, la madurez sexual se produce entre los 8 y los 15 meses de edad tanto para los machos como para las hembras, aunque puede retrasarse hasta los dos años de edad en el caso de algunas razas grandes.
El aparato genital de los marsupiales es único en el sentido de que la hembra tiene dos vaginas, que se abren externamente a través de un orificio pero conducen a diferentes compartimentos dentro del útero; los machos suelen tener un pene de dos puntas, que corresponde a las dos vaginas de la hembra. El caso de las hembras walabies de pantano es único, dado que pueden quedar embarazadas antes de concebir el embarazo anterior, lo que implica que casi toda su vida reproductiva la pasa en estado de gravidez. Los marsupiales suelen desarrollar su descendencia en una bolsa externa que contiene tetas a las que se adhieren sus crías recién nacidas para el desarrollo post uterino. Además, los marsupiales tienen un escroto prepenial único. El recién nacido se arrastra y se retuerce instintivamente varios centímetros, mientras se aferra al pelaje, en el camino hacia la bolsa de su madre.
Los monotremas (es decir, el ornitorrinco y los equidnas), un grupo de mamíferos que ponen huevos, tienen un aparato reproductor peculiar. Los machos de los ornitorrincos terminan en una horquilla, pero solo la mitad izquierda es funcional, porque de ese lado se ubica el único ovario funcional de las hembras. En los equidnas, los machos poseen un falo con cuatro glandes, cada uno con un orificio al exterior. Durante la cópula solo son funcionales dos. Las hembras presentan dos úteros formados por ensanchamiento de uno de los extremos de los tubos de Falopio, mientras por el otro extremo se fusionan parcialmente entre sí y con la uretra. Pueden poner uno o dos huevos, que se forman en el extremo del útero y se mantienen allí hasta que eclosiona. La hembra pone el huevo y ayuda a romper el cascarón con el pico. La cría mama la leche que sale de los poros del tejido epitelial ventral, ya que no tienen pezones.

#### Aves
Las aves macho y hembra tienen una cloaca, una abertura a través de la cual pasan los huevos, el esperma y los desechos. El coito se realiza presionando los labios de la cloaca, lo que a veces se conoce como órgano intromitente, que es un falo análogo al falo de los mamíferos. La hembra pone huevos amnióticos en los que el joven feto continúa desarrollándose después de salir del cuerpo de la hembra. A diferencia de la mayoría de los vertebrados, las hembras típicamente sólo tienen un ovario y un oviducto funcionales. Como grupo, las aves, al igual que los mamíferos, se destacan por su alto nivel de cuidado parental.

#### Reptiles
Los reptiles son casi todos sexualmente dimórficos, y exhiben fertilización interna a través de la cloaca. Algunos reptiles ponen huevos mientras que otros son ovovivíparos; solo algunas especies son vivíparas, como las boas y algunas lagartijas. Los órganos reproductivos de los reptiles se encuentran dentro de la cloaca. La mayoría de los machos tienen órganos copuladores, que suelen estar retraídos o invertidos y almacenados dentro del cuerpo. En las tortugas y los cocodrilos, el macho tiene un solo órgano mediano parecido al pene, mientras que las serpientes y los lagartos machos poseen cada uno un par de órganos similares al falo, llamado hemipene. El mismo suele estar bifurcado y ser rugoso o espinoso para sujetar mejor a la hembra durante la cópula, durante la cual el macho solo introduce uno en la cloaca de la hembra.

#### Anfibios
La mayoría de los anfibios tienen fertilización externa de los huevos, típicamente dentro del agua dulce, aunque algunos anfibios como las cecilias tienen fertilización interna gracias a la presencia de unas estructuras reproductoras llamadas pseudofalos que el macho introduce en la cloaca de la hembra. Todos se emparejan, tienen gónadas internas conectadas por conductos a la cloaca.

#### Peces
Los peces exhiben una amplia gama de diferentes estrategias de reproducción. Sin embargo, la mayoría de los peces son ovíparos y tienen fertilización externa. En este proceso, las hembras utilizan su cloaca para liberar grandes cantidades de sus gametos, llamados desoves, en el agua y uno o más machos liberan «lecha», un líquido blanco que contiene muchos espermatozoides sobre los huevos no fecundados. Otras especies de peces son ovíparas y tienen una fertilización interna ayudada por aletas pélvicas o anales que se modifican en un órgano intromitente análogo al pene humano. Una pequeña parte de las especies de peces son vivíparas u ovovivíparas y se conocen colectivamente como vivíparos de acuario.
Las gónadas de los peces son típicamente pares de ovarios o testículos. La mayoría de los peces son sexualmente dimórficos, pero algunas especies son hermafroditas o unisexuales.
En los elasmobranquios (rayas y tiburones), las aletas pélvicas se modifican para formar dos apéndices llamados pterigopodios o claspers. Durante la cópula colocan uno en la cloaca de la hembra e inyectan el esperma en el interior a presión gracias a un sifón que llenan con agua.

### Invertebrados
Los invertebrados tienen un conjunto extremadamente diverso de aparatos reproductores, el único punto en común puede ser que todos ellos pongan huevos. Además, aparte de los cefalópodos y artrópodos, casi todos los demás invertebrados son hermafroditas y muestran fertilización externa.

#### Cefalópodos
Todos los cefalópodos son dioicos y se reproducen poniendo huevos. La mayoría de los cefalópodos tienen una fertilización semi-interna, en la que el macho coloca sus gametos dentro de la cavidad del manto de la hembra o de la cavidad paleal para fertilizar los óvulos que se encuentran en el único ovario de la hembra. Del mismo modo, los cefalópodos machos tienen un solo testículo. En la hembra de la mayoría de los cefalópodos las glándulas oviductales ayudan al desarrollo del óvulo.
El «pene» en la mayoría de los cefalópodos machos sin caparazón (Coleoidea) es un extremo largo y musculoso del gonoducto utilizado para transferir los espermatóforos a un brazo modificado llamado hectocotylus, que a su vez se utiliza para transferir los espermatóforos a la hembra. En las especies en las que falta el hectocotylus, el «pene» es largo y capaz de extenderse más allá de la cavidad del manto y transferir los espermatóforos directamente a la hembra.
La mayoría de los cefalópodos tienen fertilización externa, excepto los pulpos donde es interna.

#### Insectos
La mayoría de los insectos se reproducen ovíparamente, es decir, poniendo huevos. Los huevos son producidos por la hembra en un par de ovarios. El esperma, producido por el macho en un testículo o más comúnmente en dos, se transmite a la hembra durante el apareamiento por medio de los genitales externos. El esperma se almacena dentro de la hembra en al menos una espermateca. En el momento de la fecundación, los óvulos viajan a lo largo de los oviductos para ser fertilizados por el esperma y luego son expulsados del cuerpo («puestos»), en la mayoría de los casos a través de un ovipositor.

#### Arácnidos
En las hembras de araña se encuentran dos ovarios en forma de saco alargado que se distribuyen en forma paralela en la región ventral del abdomen. Los ovarios se conectan con dos oviductos curvados que se unen en un tubo estrecho y desemboca en la vagina. Adicionalmente presenta al menos dos receptáculos seminales que conectan en forma independiente con el exterior y cuya función es recibir el órgano copulador del macho durante el apareamiento, además de almacenar el esperma. La fecundación es interna pero ocurre en el momento de la puesta, ya que es posterior a la cópula. Los machos tienen largos testículos tubulares situados a lo largo del abdomen, que conectan con una única abertura genital a través de dos espermiductos. Los órganos copuladores son modificaciones de los extremos de los pedipalpos y no conectan con los espermiductos. En el pepipalpo hay un reservorio con un conducto eyaculador que termina en una especie de pene llamado émbolo, que es el órgano que será introducido en una de las aberturas de los receptáculos seminales de la hembra. La forma del pedipalpo es un carácter taxonómico. Las arañas tienen costumbres predatorias que hacen necesario un complejo ritual de apareamiento que involucra señales químicas y táctiles, a fin de que el macho sea reconocido como pareja y no como presa.
En otros grupos como uropígidos y solífugos, el macho utiliza el pedipalpo o algún otro apéndice para introducir espermatóforos en la hembra. Los ricinúlidos utilizan, en lugar de los peripalpos, el par de terceras patas para sujetar a la hembra. En estas patas tiene una modificación en el primer segmento tarsal, que contiene un conducto lleno de esperma y el macho introduce en el atrio genital de la hembra.
En pseudoescorpiones hay escaso dimorfismo sexual secundario. En algunas especies puede haber fecundación externa indirecta, ya que el macho deposita espermatóforos en el sustrato, que atrae quimiotácticamente a la hembra. Esta se coloca sobre el espermatóforo y lo introduce en su atrio. En especies más derivadas, el macho guía a la hembra hasta colocarla sobre el espermatóforo. En las especies con mayor especialización, el macho tiene peripalpos modificados con dos órganos tubulares que atraen a las hembras y ayuda a la inseminación sujetando sus pedipalpos y empujando con sus patas anteriores.
Opiliones y ácaros son los únicos arácnidos que poseen pene. La hembra de los opiliones presenta ovopositor, que falta en casi todos los restantes arácnidos. Los picnogónidos tienen una sola gónada, ubicada en el tronco, con ramificaciones que se introducen en las patas y finalizan en múltiples orificios reproductores. Los huevos (hasta mil) se alojan en los lóbulos del ovario que se encuentra en el fémur de cada pata de la hembra.

## Plantas
Entre todos los organismos vivos, las flores, que son las estructuras reproductivas de las angiospermas, son las más variadas físicamente y muestran una gran diversidad en los métodos de reproducción. Las plantas que no florecen (algas verdes, musgos, hepáticas, helechos y gimnospermas como las coníferas) también tienen complejas interrelaciones entre la adaptación morfológica y los factores ambientales en su reproducción sexual. El sistema de reproducción, o la forma en que el esperma de una planta fertiliza el óvulo de otra, depende de la morfología reproductiva, y es el determinante más importante de la estructura genética de las poblaciones de plantas no clonales. Christian Konrad Sprengel (1793) estudió la reproducción de las plantas con flor y por primera vez se comprendió que el proceso de polinización implicaba interacciones bióticas y abióticas.

## Literatura citada
- Alexopoulos CJ, Mims CW, Blackwell M (1996). Introductory Mycology. John Wiley and Sons. ISBN 0-471-52229-5.
- Kirk PM, Cannon PF, Minter DW, Stalpers JA (2008). Dictionary of the Fungi (10th edición). Wallingford, UK: CAB International. ISBN 978-0-85199-826-8.